# Natalia Avelon
Natalia Avelon, właśc. Natalia Siwek (ur. 29 marca 1980 we Wrocławiu) – polsko-niemiecka aktorka, piosenkarka i modelka.

## Życiorys

### Wczesne lata
Urodzona we Wrocławiu, już w przedszkolu, po obejrzeniu przedstawień we Wrocławskim Teatrze Lalek, odkryła swoje zainteresowanie muzyką, teatrem i sztuką. Od tego momentu tańczyła w balecie, brała udział w występach w teatrzykach i śpiewała. W 1989, w wieku ośmiu lat wraz z rodzicami wyjechała z Polski do Niemiec, do Ettlingen. Mając 18 lat zaczęła występować w niemieckim teatrze amatorskim. Po maturze zdawała egzaminy do różnych szkół filmowych, jednak zabrakło dla niej miejsca. Pobierała prywatne lekcje aktorstwa.

### Kariera
Na początku kariery pracowała jako fotomodelka. Występowała w operach mydlanych: Verbotene Liebe (Zakazana miłość, 2001) jako Janina Kirsch i Burza uczuć (Sturm der Liebe, 2005) w roli Vanessy Salamar, a także grała epizodyczne role, m.in. jako nastoletnia Uschi w prologu do Buta Manitou (wersja „Extra Large” z 2001).
Pierwszym filmem, w którym zagrała główną rolę, był biograficzny komediodramat Das wilde Leben (angielski tytuł Eight Miles High!; premiera światowa – luty 2007), opowiadający o życiu Uschi Obermeier, ikony rewolucji seksualnej lat 60. w Niemczech, uznawanej za jedną z najsłynniejszych groupie. Na potrzeby ścieżki dźwiękowej tego filmu Avelon w duecie z Villem Valo nagrała cover piosenki „Summer Wine”, przeboju Nancy Sinatry i Lee Hazlewooda z 1967. Wykonanie tego klasyka stało się hitem w całej Europie i przebiło popularnością film. W lipcu 2007 była na okładce niemieckiej edycji „Cosmopolitan”, a w maju 2011 trafiła na okładkę niemieckiej edycji magazynu „GQ”.
Wystąpiła też gościnnie w polskich produkcjach telewizyjnych: serialu Polsatu  Pierwsza miłość (2014) w roli szefowej gangu handlującego dziećmi, serialu Polsat Na krawędzi (2014) w reżyserii Macieja Dutkiewicza jako wdowa po gangsterze i sitcomie TV Puls Przypadki Cezarego P. (2015) jako Marlena.
27 maja 2017 ukazał się debiutancki album Love Kills, który promował singiel „Blind Belief”.
Była uczestniczką trzynastej edycji programu rozrywkowego Polsatu Twoja twarz brzmi znajomo (2020), która z powodu pandemii COVID-19 została zawieszona i wznowiona jesienią. Wygrała 8. odcinek tego programu, występując jako amerykańska piosenkarka Paula Abdul. W finale występowała w duecie z Kamilą Borutą, nie biorąc udziału w rywalizacji o główną nagrodę – Złotą Twoją Twarz.

## Filmografia

### Filmy kinowe

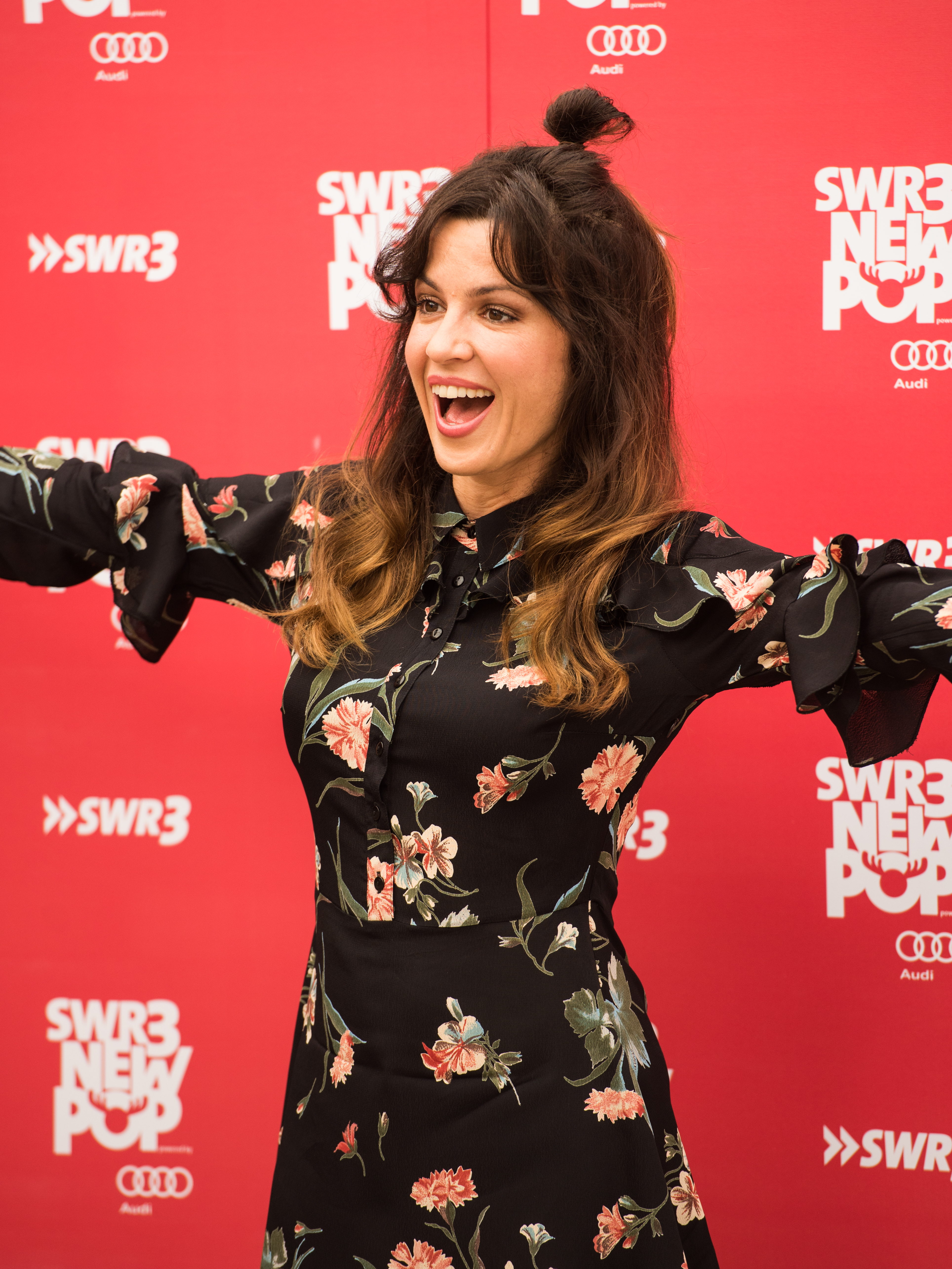
Natalia Avelon na festiwalu New Pop Festival

- 2020: Es ist zu deinem Besten – Jazmin
- 2018: Życiowy gracz – Helena Srna
- 2014: Alles inklusive – Ingrid (młoda)
- 2012: Absturz – Natalia (Film krótkometrażowy)
- 2011: Wunderkinder – Rachel Brodsky
- 2011: Gegengerade – Natascha
- 2009: Phantomanie – Rosi
- 2008: Far Cry – Katja Chernov
- 2007: Das Wilde Leben – Uschi Obermaier
- 2002: But Manitou – („Extra Large” Version) – Natalia (nastolatka)

### Filmy telewizyjne
- 2019: Der Gute Bulle: Friss oder stirb – Penny
- 2015: Drunter & Brüder – Anastasia Poplovov
- 2010: Kreutzer kommt – Rike Prenn
- 2010: Oh Shit! – Frau Klink
- 2009: So ein Schlamassel
- 2009: So ein Schlamassel – Jil Grüngras
- 2009: Das Echo der Schuld – Liz Alby
- 2004: Prinz und Paparazzi
- 2002: Der weiße Hirsch (Film krótkometrażowy)
- 2001: Der Club der grünen Witwen

### Seriale telewizyjne
- 1999: Streit um dreiNatalia Avelon – Bitte Recht Freundlich

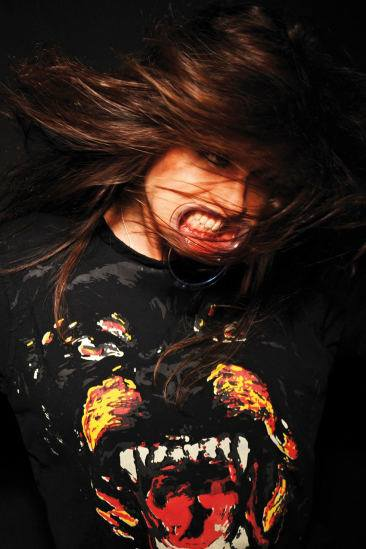
Natalia Avelon – Bitte Recht Freundlich

- 2001: Verbotene Liebe – Janina Kirsch
- 2002: Zwei Engel auf Streife, odc. Wodka auf Ex – Tatjana
- 2002: Rosa Roth, odc. Geschlossene Gesellschaft – Simone
- 2003: Der Bulle von Tölz, odc. Süße Versuchung – sprzedawczyni
- 2003: Marienhof – Constanze Vinotti
- 2005: Ein Fall für zwei – Die schöne Tote – Dunja
- 2005: Bewegte Männer – Die Oberweitenreform – Jenny
- 2005-2012: Ein Fall für zwei – Pia Sommer oraz Dunja
- 2009: Commissario Laurenti – Alba Guerra
- 2009: Der Kriminalist – Tamara Grigic
- 2010: Mordkommission Istanbul – Leyla Ertem
- 2011: Mord in bester Gesellschaft – Clara Silberberg
- 2011: Kontra: Operacja Świt – Marianna
- 2012: Götter wie wir – Eva
- 2014: Jednostka specjalna „Dunaj” – Lorelei
- 2014: Na krawędzi 2 – Inga Kruger
- 2015: Przypadki Cezarego P. – Marlena
- 2015: Rosamunde Pilcher – Hannah Canning
- 2015: Die Bergretter
- 2016: Pierwsza miłość – Sylwia
- 2018: The Team – Elena Weiss
- 2019: Professor T. – Lisa Nowak
- 2013-2020: SOKO München – Greta Arnold, Susanne Stadler oraz Tatjana Baumann
- 2020: Ojciec Mateusz – Aneta Deren
- 2020: Komisarz Alex – Dylewska

#### Miniseriale telewizyjne
- 2019: Crews & Gangs jako Irena
- 2016: Böser Wolf – Evelyn
- 2010: Kommissar LaBréa – Dr. Hélène Clément

## Dyskografia

### Albumy studyjne
| Rok  | Dane dot. albumu                                                       |
| ---- | ---------------------------------------------------------------------- |
| 2017 | Love Kills - Wydany: 26 maja 2017 - Wytwórnia: Sony Music - Format: CD |

### Single
Jako główny artysta
| Tytuł                                                    | Rok  | Pozycja na liście | Pozycja na liście | Pozycja na liście | Pozycja na liście | Pozycja na liście | Certyfikat                                                       | Sprzedaż                                      | Album                               |
| Tytuł                                                    | Rok  | FIN               | AUT               | CHE               | GER               | DNK               | Certyfikat                                                       | Sprzedaż                                      | Album                               |
| -------------------------------------------------------- | ---- | ----------------- | ----------------- | ----------------- | ----------------- | ----------------- | ---------------------------------------------------------------- | --------------------------------------------- | ----------------------------------- |
| „Summer Wine” (Natalia Avelon oraz Ville Valo)           | 2007 | 1                 | 4                 | 2                 | 2                 | 11                | - AUT: złota płyta - FIN: platynowa płyta - GER: platynowa płyta | - FIN: 15 500+ - AUT: 15 000+ - GER: 200 000+ | Das Wilde Leben (ścieżka dźwiękowa) |
| „Blind Belief”                                           | 2017 | –                 | –                 | –                 | –                 | –                 | brak                                                             | brak danych                                   | Love Kills                          |
| „Dark Desires” (Natalia Avelon, gościnnie: Bela B)       | 2017 | –                 | –                 | –                 | –                 | –                 | brak                                                             | brak danych                                   | Love Kills                          |
| „Liquor Love” (Natalia Avelon, gościnnie: Ollie Gabriel) | 2017 | –                 | –                 | –                 | –                 | –                 | brak                                                             | brak danych                                   | Love Kills                          |
| „In Another Life”                                        | 2017 | –                 | –                 | –                 | –                 | –                 | brak                                                             | brak danych                                   | Love Kills                          |
| „–” oznacza, że singel nie był notowany na danej liście. |      |                   |                   |                   |                   |                   |                                                                  |                                               |                                     |

Jako artysta gościnny
| Tytuł                                                 | Rok  | Album |
| ----------------------------------------------------- | ---- | ----- |
| „Bandit Queen” (King Khan, gościnnie: Natalia Avelon) | 2015 | –     |

## Nagrody i nominacje
| Rok  | Konkurs          | Kategoria                                         | Tytułem         | Rezultat  | Źr.    |
| ---- | ---------------- | ------------------------------------------------- | --------------- | --------- | ------ |
| 2007 | New Faces Award  | Aktor                                             | Das wilde Leben | Nominacja | [ 33 ] |
| 2008 | Diva             | N/A                                               | Das wilde Leben | Wygrana   | [ 34 ] |
| 2012 | Nagroda Jupitera | Najlepsza niemiecka aktorka (Best German Actress) | Gegengerade     | Nominacja | [ 33 ] |